# قربص
قربص (به عربی: قربص) یک منطقهٔ مسکونی در تونس است که در استان نابل واقع شده‌است. قربص ۳٬۵۳۲ نفر جمعیت دارد و ۱ متر بالاتر از سطح دریا واقع شده‌است.